# Золотой гусь

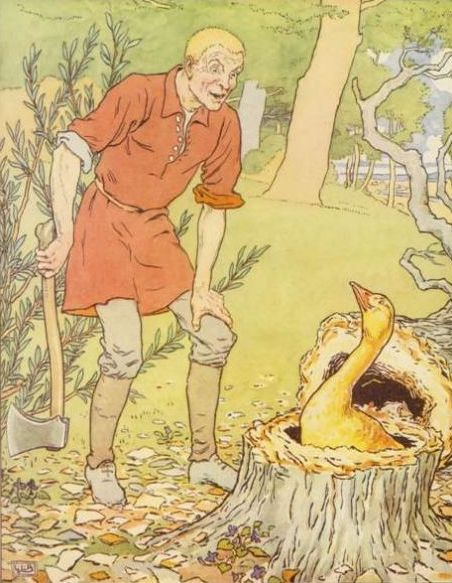
Дурень находит золотого гуся

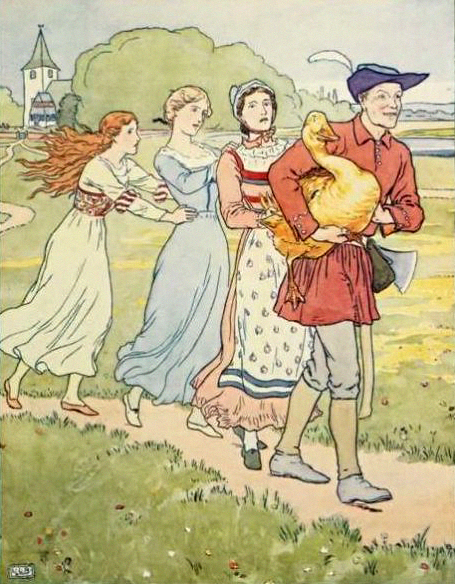
Три дочери трактирщика, прилипшие к золотому гусю

«Золотой гусь» (нем. Die goldene Gans) — сказка братьев Гримм о «глупом» младшем сыне, который сумел жениться на королевне при помощи лесного человечка и его золотого гуся. В сборнике сказок братьев Гримм находится под номером 64, по системе классификации сказочных сюжетов Aарне-Томпсона, имеет номера 571, 559, 513B.

## Сюжет
У одного человека было три сына, младшего из которых прозвали Дурнем. Как-то раз в лес на рубку дров отправился умный старший сын, получив от своей матери пирог и бутылку с вином. По пути ему встречается старый седой человечек, который просит поделиться с ним пирогом и дать испить глоток вина, но получает в ответ грубый отказ:
 Коли я дам тебе отведать своего пирога да отхлебнуть своего вина, так мне и самому ничего не останется. Проваливай!
В наказание за свою скупость, по волшебству человечка, старший сын попадает топором мимо дерева и получает травму руки. То же самое происходит и с разумным средним сыном, но только он получает травму ноги. Дурень желает тоже пойти на рубку леса. Мать даёт ему с собой лепёшку, замешанную на воде и испечённую в золе, и кислое пиво.
Также повстречав седого человечка, Дурень соглашается разделить с ним трапезу, и вдруг обнаруживает вместо лепёшки пирог, а вместо кислого пива — вино. В благодарность седой человечек показывает Дурню особенное дерево, в котором тот находит золотого гуся. Забрав клад, парень ночует в трактире, где три хозяйские дочери пытаются отщипнуть от гуся по золотому перу, но прилипают так, что не могут освободиться.
Нимало не беспокоясь о невольных спутницах, Дурень с утра отправляется дальше. Встреченный пастор пытается пристыдить волочащихся за парнем девиц, но коснувшись одной из них, присоединяется к числу прилипших пленников. То же самое происходит с причётником, желавшим образумить пастора, и с двумя встреченными крестьянами.
Так достигли они города, где правил король, который издал указ, гласивший, что тот, кто рассмешит его задумчивую дочь, получит её в жёны. Тогда Дурень тоже решил попытать счастья, и это ему удалось, благодаря трагикомичному положению семи пленников золотого гуся. В свою очередь, король стал последовательно придумывать разные поводы, чтобы не выдать дочь замуж за проходимца. Первым заданием было — выпить винный погреб, вторым — съесть гору хлеба, а третьим — приехать на корабле, способном передвигаться и по морю, и по суше.
Дурень во всех случаях спешит в лес к седому человечку, который выполняет все условия короля. Так Дурень стал королевским зятем, а впоследствии унаследовал трон, живя со своей супругой в довольстве и в согласии.